# Paulense Desportivo Clube
O Paulense Desportivo Clube é um clube multiesportivo da Vila das Pombas, na ilha de Santo Antão, em Cabo Verde. Fundado em Novembro de 1981,[carece de fontes?] integra departamentos que incluem futebol, basquete, vôlei e atletismo.

## História
O Paulense venceu o primeiro título insular em 2003 e o último em 2017. O clube tem a maior quantidade de títulos regionais, somando sete. Também possui cinco títulos de taças regionais, quatro títulos de super taças regionais e cinco títulos de torneios de aberturas.
A primeira aparição em competições nacionais foi em 2003. Desde então, disputou mais seis nas épocas 2004, 2005, 2012, 2014, 2015 e 2017. Essa última disputou estando no Grupo B com Académica Porto Novo, campeão do sul da ilha, Académico do Aeroporto do Sal e Mindelense. A equipe terminou em última posição sem vitórias. No total, disputou 37 jogos em competições nacionais.[carece de fontes?]
O clube comemora o 25.º aniversario em 2006 e o 32.º em 2013.
O Paulense foi o líder da temporada de 2016-17, somando 21 pontos.[carece de fontes?]

## Estádio

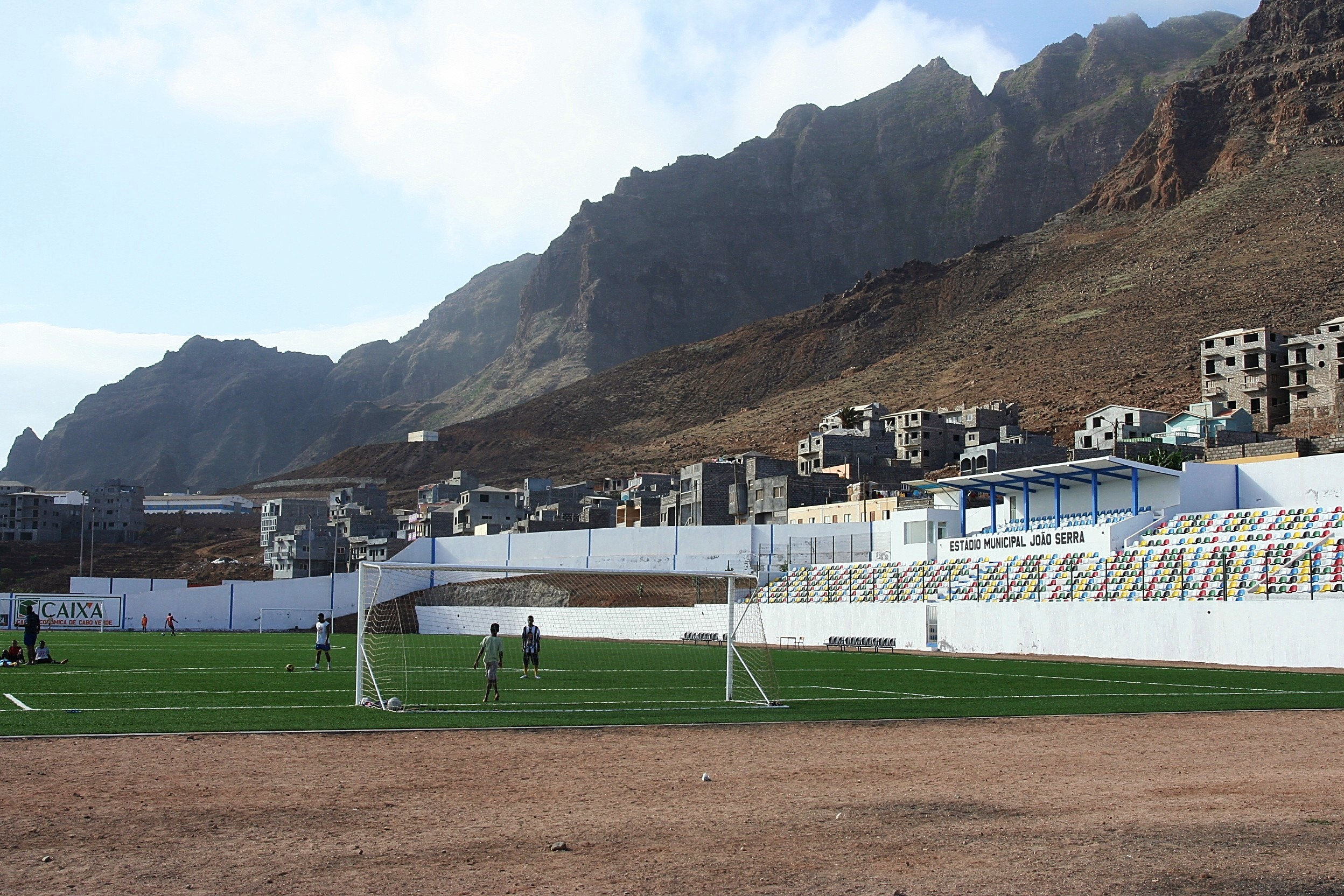
Estádio João Serra, a segunda casa do Paulense

O Paulense joga no Estádio João Serra. Outros clubes jogam no estádio, incluindo clubes de Santo Antão Norte: Rosariense e Solpontense. O clube também treina no Coqueirão, localizado em Pombas. O clube treina no estádio e no campo.

## Uniformes antigos
As cores do equipamento principal são o vermelho e o branco. O equipamento alternativo é branco. Até 2016, o equipamento de casa foi vermelho e preto.
| Uniforme titlulo até de tarde de 2016 |

## Rivalidades
O Paulense tem como principal rival a Académica do Porto Novo, fazendo o Clássico de Santo Antão, a única rivalidade da ilha.

## Títulos
- Competições regionais:
  - Campeonato Regional de Santo Antão Norte: 7

2002/03, 2003/04, 2004/05, 2011/12, 2013/14, 2014/15, 2016/17
- - Taça de Santo Antão Norte: 5

2010/11, 2011/12, 2012/13, 2014/15, 2015/16
- - Super Taça de Santo Antão Norte: 4

2011/12, 2012/13, 2013/14, 2014/15
- - Torneio de Abertura de Santo Antão Norte: 5

2002/03, 2006/07, 2007/08, 2012/13, 2013/14
- Competição local:'
  - Torneio de Municìpio de Paul:

2015, 2016, 2017

## Futebol

### Palmarés
| Escalão | Nº Presenças | Títulos | Melhor Classificação |
| I       | 7            |         | Semifinalista        |
| II      | 25-30        | 7       | 1a                   |

### Classificações

#### Nacionais
| Temporada | Div | Pos | Pts   | J | V | E | D | G.M. | G.S. | Diff. |
| 2003      | 1B  | 4   | 4 pts | 4 | 1 | 1 | 3 | 5    | 8    | -3    |
| 2004      | 1A  | 5   | 3 pts | 5 | 1 | 0 | 4 | 3    | 13   | -10   |
| 2005      | 1A  | 4   | 4 pts | 5 | 1 | 1 | 2 | 7    | 6    | +1    |
| 2012      | 1B  | 4   | 3 pts | 5 | 1 | 2 | 2 | 6    | 9    | -3    |
| 2014      | 1A  | 4   | 3 pts | 5 | 1 | 2 | 2 | 3    | 4    | -1    |
| 2015      | 1A  | 2   | 4 pts | 5 | 3 | 1 | 1 | 6    | 2    | +3    |
| 2017      | 1B  | 4   | 3 pts | 6 | 0 | 3 | 3 | 4    | 10   | -6    |

#### Regionais
| Temporada | Div | Pos | Pts    | J  | V | E | D | G.M. | G.S. | Diff. |
| 2003-04   | 2   | 1   | 10     | -  | - | - | - | -    | -    | -     |
| 2004-05   | 2   | 1   | 10     | -  | - | - | - | -    | -    | -     |
| 2011-12   | 2   | 1   | 16     | -  | - | - | - | -    | -    | -     |
| 2013-14   | 2   | 1   | 22 pts | 10 | 7 | 1 | 2 | 25   | 14   | +11   |
| 2014-15   | 2   | 1   | 27 pts | 10 | 9 | 0 | 1 | 24   | 4    | +20   |
| 2015-16   | 2   | 2   | 21 pts | 10 | 6 | 3 | 1 | 20   | 10   | +10   |
| 2016-17   | 2   | 1   | 28 pts | 10 | 9 | 1 | 0 | 29   | 5    | +24   |

## Estatísticas
- Melhor posição: Semifinalista (nacional)
- Melhor posição na taça de associação: 1a (regional)
- Melhor posição na competições de taças/copas: 1a (regional)
- Apresentatas na Campeonatos:
  - Nacionais: 7
  - Regionais: c. 30
- Melhor temporada: 2011-12 (11 vitórias, 2 e, 1 derrotas)
- Melhor pontos totais na temporada:
  - Nacional: 16
  - Regional: 35
- Melhor gols totais na temporada, nacional: 7 (nacional), em 2015
- Melhor pontos totais na temporada: temporada de 2011-12
- Melhor vences totais:
  - Nacional: 16
  - Regional: 11, em 2016
- Mais jogos sem derrotas na Campeonato Regional: 13 (6 de fevereiro de 2014-28 de março de 2015)
- Mais jogos sem derrotas na casas na Campeonato Regional: 6 (16 de fevereiro de 2014-28 de março de 2015)

## Jogadores
- Atualizado até 15 de fevereiro de 2017[2]

Nota: Bandeiras indicam equipe nacional, conforme definido pelas regras de elegibilidade da FIFA. Os jogadores podem ter mais de uma nacionalidade não-FIFA.
| N.º |            | Posição | Jogador |
| --- | ---------- | ------- | ------- |
|     | Cabo Verde |         | Adi     |
|     | Cabo Verde |         | Lito    |

## Treinadores
- Rildo Tavares (cerca 2014-fevereiro de 2017)
- Alberto Teixeira (desde fevereiro de 2017)

## Sítio oficial
- Paulense na Facebook
- Paulense na Sports Mídia
- Paulense na Soccerway